# Моллі О
Моллі О (англ. Molly O') — американська кінокомедія Ф. Річарда Джонса 1921 року з Мейбл Норманд в головній ролі.

## У ролях
- Мейбл Норманд — Моллі О'Дейр
- Джек Мулхолл — лікар Джон С. Браянт
- Джордж Ніколс — Тім О'Дейр
- Анна Додж — місіс Тім О'Дейр
- Альберт Хекетт — Біллі О'Дейр
- Жаклін Логан — Міріам Манчестер
- Едді Гріббон — Денні Сміт
- Лоуелл Шерман — Фред Манчестер
- Бен Ділі — Альберт Фолкнер
- Юджин Бессерер — Антонія
- Бен Терпін — незначна роль